# Stanisław Marusarz
Stanisław Marusarz född 18 juni 1913 i Zakopane i Polen
, död 29 oktober 1993 i Zakopane i Polen, var en polsk skididrottare. Han tävlade i backhoppning, nordisk kombination, längdskidåkning och alpint. Han satte världsrekord i backhoppning 1935. Han representerade SN PTT Zakopane och Legia Zakopane.

## Karriär
Olympiska vinterspelen
Stanisław Marusarz hoppade första gången i Wielka Krokiew (svenska: Stora Krokiew) då han var 13 år gammal. Han deltog i olympiska spelen första gången i Lake Placid, New York 1932. Han startade i backhoppstävlingen i Intervale Ski Jump Complex och blev nummer sjutton, 35,6 poäng efter segraren, Birger Ruud från Norge. Marusarz tävlade i 18 km längdåkning han på James C. Sheffield Speed Skating Oval. Han blev nummer 27, 16 minuter och 49 sekunder efter vinnaren Sven Utterström från Sverige. I nordisk kombination blev han också nummer 27.
Under OS 1936 i Garmisch-Partenkirchen i Tyskland blev Stanisław Marusarz nummer 5 i en mycket jämn backhoppstävling som vanns av Birger Ruud endast 1,7 poäng före Sven Eriksson (efter OS: Sven Selånger) från Sverige. Marusarz var 7,3 poäng från prispallen i Große Olympiaschanze (svenska: Stora olympiabacken). I nordisk kombination blev han nummer 7.
Stanisław Marusarz deltog också i backhoppning i OS 1948 i St. Moritz i Schweiz der han blev nummer 27 och i OS 1952 i Holmenkollen i Oslo där han också blev nummer 27.
Skid-VM
Marusarz deltog i sitt första Skid-VM i Innsbruck i Österrike. Där blev han nummer 6 i nordisk kombination, en tävling Sven Eriksson (senare Selånger) vann. Skid-VM 1935 ägde rum i Vysoké Tatry i det dåvarande Tjeckoslovakien. Stanisław Marusarz startade i backhoppstävlingen och blev nummer 4 efter tre norrmän med Birger Ruud som segrare. 
Under Skid-VM 1938 i Lahtis i Finland vann Marusarz en silvermedalj i backhoppning. Han var endast 0,7 poäng efter segrande Asbjørn Ruud från Norge. På hemmaplan i Zakopane, i Skid-VM 1939 blev Marusarz nummer fem. Tävlingen vanns av Josef "Sepp" Bradl som tävlade för Tyskland. (Sepp Bradl kom från början från Österrike, men tävlade för Tyskland efter att Österrike 1938 anslöts till Tyskland.) 
Andra tävlingar
Stanisław Marusarz vann backhopparveckan i Planica 1935 och satte världsrekord. Han hoppade 95 meter. Backrekordet slogs av norrmannen Reidar Andersen som hoppade 98 och 99 meter i samma tävling.
Mrusarz blev polsk mästare totalt 21 gånger i nordiska grenar och alpint. Han avslutade sin idrottskarriär efter polska mästerskapen 1957, där han blev nummer fyra, 43 år gammal. 1966 gjorde han ett backhopp under tysk-österrikiska backhopparveckan. Han hoppade 66 meter, 53 år gammal.

## Övrigt
Efter Tysklands invasion av Polen hösten 1939 verkade Stanisław Marusarz  som gränslots i Tatrabergen. Han blev arresterad av slovakiska gränsvakter mars 1940. Han lyckades fly och drog tillbaka till Zakopane. Han och hustrun Irena blev tillfångatagna när de försökte att ta sig in i Ungern. Stanisław Marusarz dömdes till döden men lyckades rymma från fängelset i Krakow och ta sig inn i Ungern. Han arresterades än en gång, men även då lyckades han rymma och kunde återvända till Polen efter kriget.
Stanisław Marusarz var kusin till skidåkarna Andrzej och Józef Marusarz och bror till Jan Marusarz. Alla har tävlat i olympiska spelen.